# Parafia Matki Bożej Wspomożenia Wiernych w Grodzisku
Parafia pw. Matki Bożej Wspomożenia Wiernych w Grodzisku – rzymskokatolicka parafia należąca do dekanatu Dąbrowa Białostocka, archidiecezji białostockiej, metropolii białostockiej.

## Zasięg parafii
Do parafii należą wierni z następujących miejscowości: miejscowości: Grodzisk, Bagny, Chmielniki, Chmielówka, Domuraty, Kiersnówka, Lewki, Olsza, Pięciowłóki, Podgrodzisk i Pokośno kolonia.

## Historia parafii
Parafia została utworzona 6 grudnia 1947 przez wileńskiego administratora apostolskiego arcybiskupa Romualda Jałbrzykowskiego. Teren dla działania nowej parafii wydzielono z parafii suchowolskiej i dąbrowskiej. Od 3 lipca 2022 proboszczem parafii jest ks. Wojciech Niemotko. 

## Miejsca święte
Kościół parafialny
- Kościół Matki Bożej Wspomożenia Wiernych w Grodzisku

Kościoły filialne i kaplice
- Kaplica pw. Najświętszej Maryi Panny Nieustającej Pomocy w Bagnach

Cmentarz
Cmentarz parafialny w Grodzisku, założony w 1946 r. o powierzchni 1,55 ha.